# Kelvin Martin
Kelvin Darnell Martin (geboren 24. Juli 1964 in den Bronx, New York City; gestorben 24. Oktober 1987 in Brooklyn), auch bekannt als „50 Cent“, war ein amerikanischer Krimineller. Martin diente als Inspiration für den Namen des US-Rappers 50 Cent.

## Leben
Martin kam 1964 in den Bronx zur Welt und zog später nach Brooklyn. Es gibt zwei Legenden um die Entstehung seines Spitznamens „50 Cent“: Laut der einen überfiel Martin jede Person, der er begegnete, ungeachtet dessen, wie viel Geld sie bei sich trug. In der anderen Version gewann er bei einem Würfelspiel 500 US-Dollar bei einem Einsatz von nur 50 Cent. Martin hatte auch Verbindung zu CC, einer Gang aus Ottawa. Sein Name könnte auch von seinem Körperbau kommen – er wog bei einer Größe von 157 cm nur 54 kg.
Martin wurde am 20. Oktober 1987 auf den Treppen im Haus seiner Freundin angeschossen und verstarb vier Tage später. Er wurde auf dem Silver Mount Cemetery beerdigt. Julio Acevedo wurde wegen Totschlags zu einer Haftstrafe verurteilt.

## Rezeption
Martins Leben und Einwirkungen wurden in zahlreichen Dokumentationen festgehalten, angefangen bei seiner Erziehung und seiner Karriere bis zu seinem Tod. Eine Dokumentation heißt Infamous Times: The Original 50 Cent. Eine andere Dokumentation trägt den Titel The Original 50 Cent: The True Story of The Legend Who Inspired The Biggest Name In Rap.